# Akira Amano
Akira Amano (天野 明 Amano Akira?, Prefectura de Aichi, 22 de junio de 1973) es una mangaka japonesa. Algunas de sus obras representativas son "Bubble wrap Rabbie","Katekyo Hitman REBORN!", "ĒlDlive" y, recientemente, el anime llamado "Ron Kamonohashi's Forbidden Deductions" .

## Biografía
- En 1998, fue ganadora en su debut del 38.º Premio Joven Tetsuya Chiba División Excelencia Novato del Kodansha. Tuvo una serie en un volumen separado de la revista Young Magazine de Kodansha, fue un proceso lento, pero al final obtuvo en Tenkaichi Award (Premio mensual al mangaka novato) debido a sus nuevos trabajos tuvo la oportunidad de acceder a la revista Shonen Jump de Shueisha desde 2002. Hizo un re-debut en la primavera de 2003 al publicar su obra Bakuhatsu HAWK! (HAWK explosión!) en la revista Akamaru Jump.
- Su más grande éxito, Katekyo Hitman Reborn! publicado en los N⁰ 26 del 2004 y N⁰ 50 del 2012 en la revista Weekly Shonen Jump, también tuvo un anime que se transmitió desde 2006 hasta 2010. Tuvo 4 videojuegos también.
- También es responsable del diseño de personajes del Anime Psycho-Pass que fue transmitido a partir de octubre de 2012.

## Listado de Trabajos
- Shounen Spin [少年スピン](1998, en la Young Magazine Akaao BUTA)
- Pitch-chan Leyenda del béisbol ardiente [熱風野球伝説ぴっちゃん] (1999 en Young Magazine)
- Puchi Puchi Rabbit! (Burble Wrap Rabbit) [ぷちぷちラビィ] (Son dos volúmenes publicados en Bessatsu Young Magazine y Young Magazine por Kodansha)
- MONKEY BUSINESS (2002 en la Young Magazine)
- Bakuhatsu HAWK! [バクハツHAWK!!] (2003 en la Akamaru Jump)
- Katekyo Hitman Reborn! [家庭教師ヒットマンREBORN!] (2004, 2007-2012 en la revista Weekly Shonen Jump)
  - Katekyo Hitman REBORN! Secret Bullet [家庭教師ヒットマンREBORN! 隠し弾] (2007 responsable de las ilustraciones de la novela publicada por Jump Square)
  - Kaibutsu Tsukai Tsuna! (Entrenador de Monstruos Tsuna!) [怪物づかいツナ!] (2009-2010 en V-Jump)
- Warashibe Tantei Numa Shichirou [わらしべ探偵　沼七郎] (2013 Miracle Jump)
- Ēldlive (2013–2018, serializada en Jump Live, posteriormente transferida a Shonen Jump+)
- Kamonohashi Ron no Kindan Suiri (2020-actualidad en la Shonen Jump+)

## Otras Actividades
Psycho-Pass [サイコパス] (2012 serie emitida por el segmento Noitamina [ノイタミナ]): Diseño original de personajes.

## Perfil
Los comentarios de la autora en las revistas Young Magazine y Weekly Shonen Jump versan principalmente sobre poesía, insectos y comida. Raramente habla sobre sí misma. Es conocida su costumbre de usar onomatopeyas en las conversaciones. También tiene un gato.
Amano tiene una constante interacción con otros artistas de series de manga. Ha colaborado con Kyosuke Usuta, en el volumen 13 de Pyuu to Fuku! Jaguar y el volumen 4 de "Sexy Commando Gaiden: Sugoiyo! Masaru-san", donde contribuyó ilustraciones y un comentario. Usuta a su vez participó con una ilustración para "Katekyo Hitman Reborn!" volumen 16.
Amano es conocida por tener muy buena relación con sus asistentes, aunque se dice que queda tan absorta cuando trabaja que pone letreros por su oficina que dicen "No hablar durante el trabajo." También ha afirmado que cuando empieza a hablar no logra callarse, y que en ocasiones ha estado hablando de su vida en su balcón hasta las 4 de la mañana.
En noviembre de 2002 se postuló a un concurso para desarrolladores de videojuegos, ganando un premio por su propuesta para un juego (llamado "Hotsun Ice") .

## Asistentes
En "Katekyo Hitman REBORN!", Amano incluyó una página para presentar a sus asistentes desde el primer volumen hasta el último, lo que muestra sus actitudes hacia estos.
- Sakaki Kenji ("Katekyo Hitman REBORN!" Volúmenes 1 a 16)
- KAITO ("Katekyo Hitman REBORN!" Volúmenes 6 a 39)
- Aya Saki Ren ("Katekyo Hitman REBORN!" Volúmenes 11 a 16)
- Ai Motomatsu ("Katekyo Hitman REBORN!" Volúmenes 13 a 15)
- Mangetsu Sion ("Katekyo Hitman REBORN!" Volúmenes 21 a 35)

- Datos: Q242697